# 아가타촌 (오카야마현)
아가타촌(県村)은 일본 오카야마현 마니와군에 설치되었던 촌이다. 현재의 마니와시의 일부에 해당한다.